# Kéklemezű pókhálósgomba
A kéklemezű pókhálósgomba (Cortinarius delibutus) a pókhálósgombafélék családjába tartozó, Európában és Észak-Amerikában honos, lombos erdőkben és fenyvesekben élő, nem ehető gombafaj. 

## Megjelenése
A kéklemezű pókhálósgomba kalapja 2-6 (8) cm széles, fiatalon félgömb alakú, majd domborúan, idősen laposan kiterül. Felszíne nyálkás, fényes. Széle sokáig begöngyölt vagy lefelé forduló. Színe halványsárga, barnássárga vagy okkerszínű; a széle felé halványabb szürkésokkeres. 
Húsa középen vastag, a széle felé vékony; színe fehéres, idősebben kissé sárgás, a tönk csúcsán lilás árnyalatú. Szaga nem jellegzetes vagy retekszerű, íze édeskés, a kalapbőr kesernyés. 
Sűrű, közepesen vastag lemezei felkanyarodva tönkhöz nőttek, élük fűrészes. Színük fiatalon lilás árnyalatú halványszürke, idősen fahéjbarna.  
Tönkje 4-10 cm magas és 0,4-1 vastag. Alakja egyenletesen vastag vagy a tövénél kissé bunkós és 2,2 cm-re is megvastagszik; idősen üregesedik. Felszíne sima. Színe eleinte halványlilás, majd fehéres-sárgás, a csúcsán később is lilás marad. A lemezeket védő sárgás vagy olívzöld árnyalatú, pókhálószerű burok maradványaitól sárgásan nyálkás, gallérzóna is kialakulhat. 
Spórapora rozsdabarna. Spórája majdnem kerek vagy tojásdad, erősen, sűrűn szemölcsös, mérete 8,5-9,5 x 6-8 µm.

### Hasonló fajok
Az ibolyás pókhálósgomba, a kesernyés pókhálósgomba, a selymestönkű pókhálósgomba, a ligeti pókhálósgomba hasonlít hozzá. 

## Elterjedése és termőhelye
Európában és Észak-Amerikában honos. Magyarországon veszélyeztetett.
Sovány talajú bükkösökben, nyíres füzes hegyi fenyvesekben található meg, a nyirkos, füves élőhelyet részesíti előnyben. Nyártól őszig terem. 

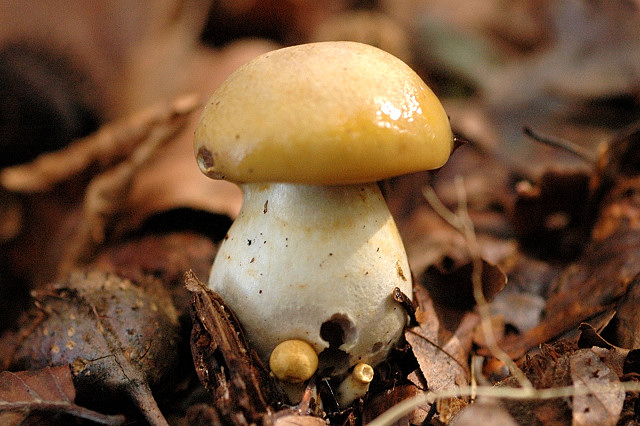
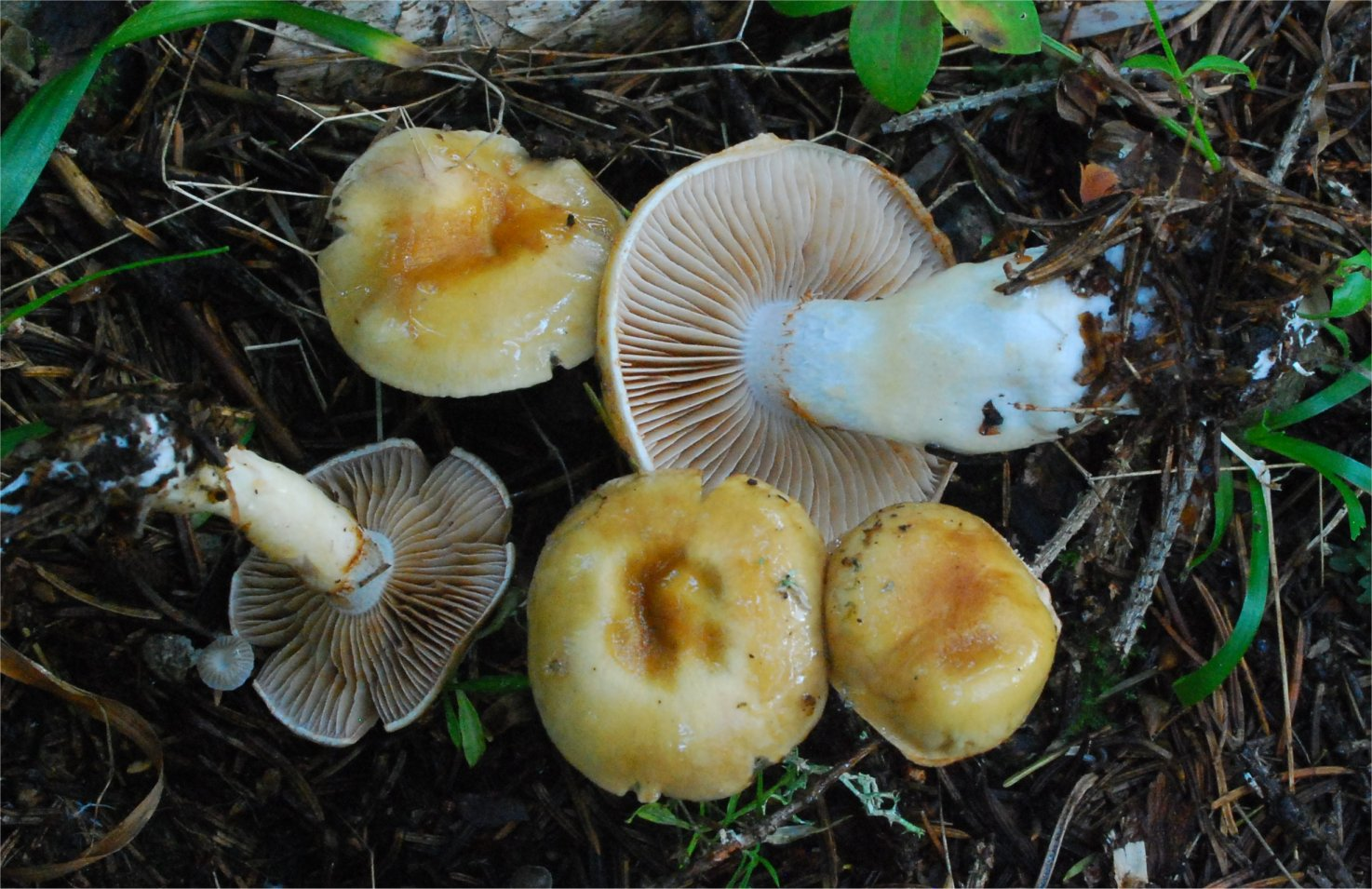
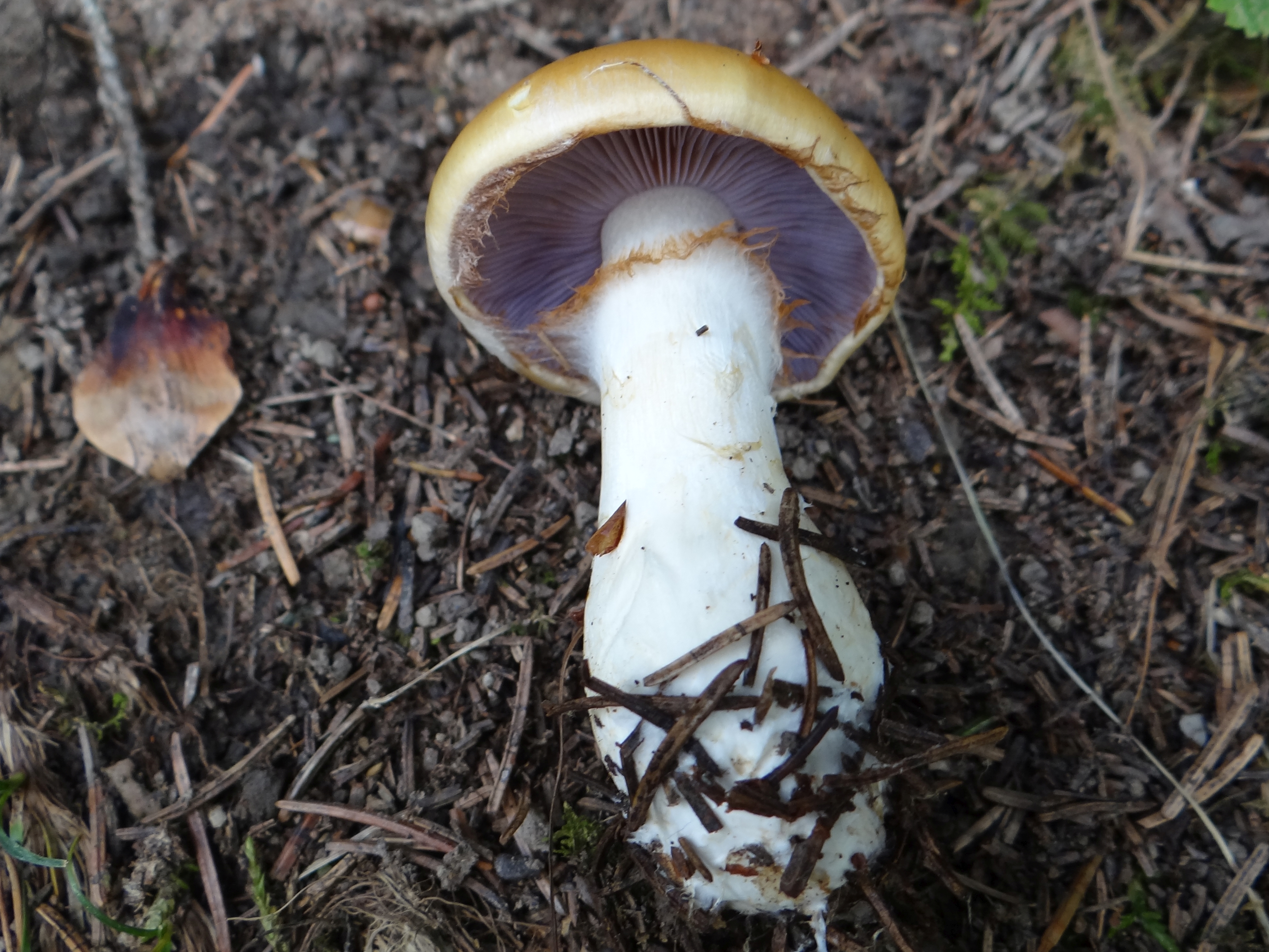
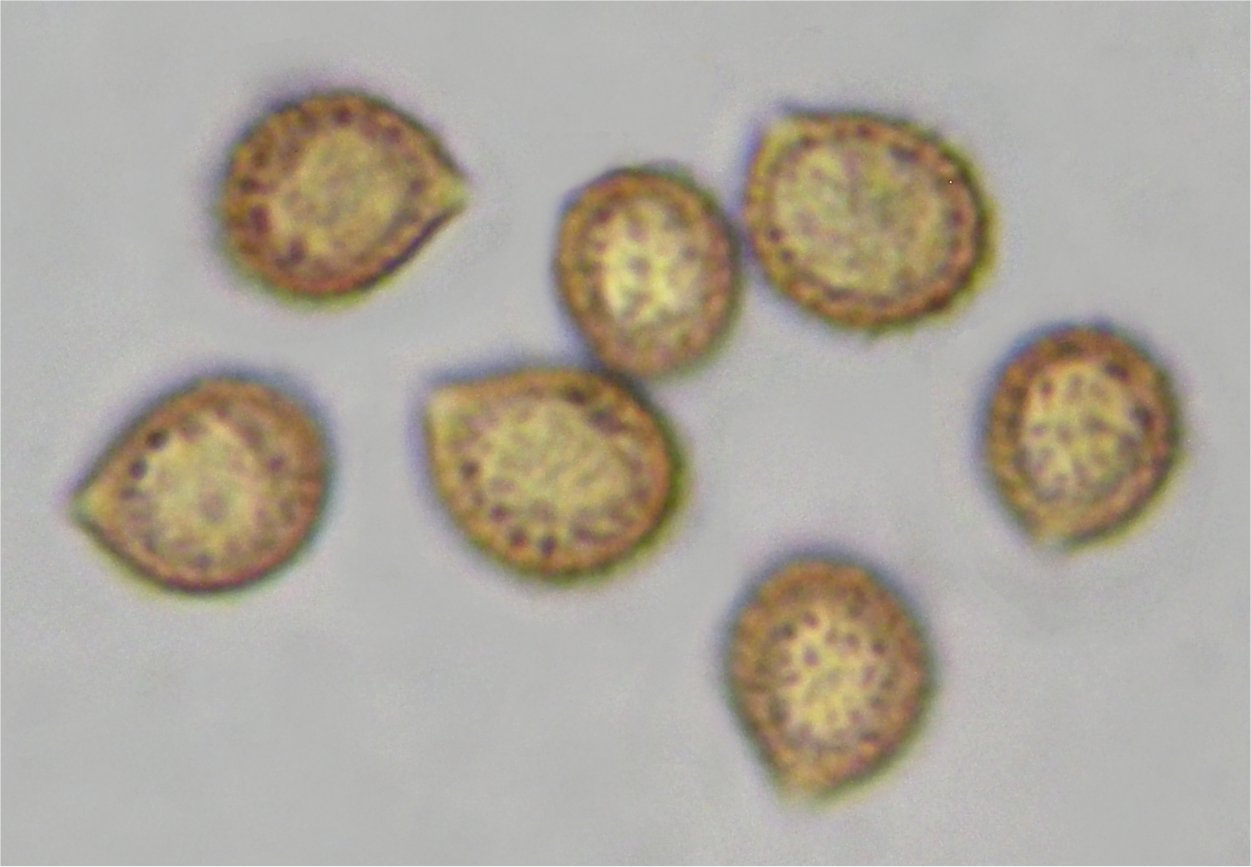
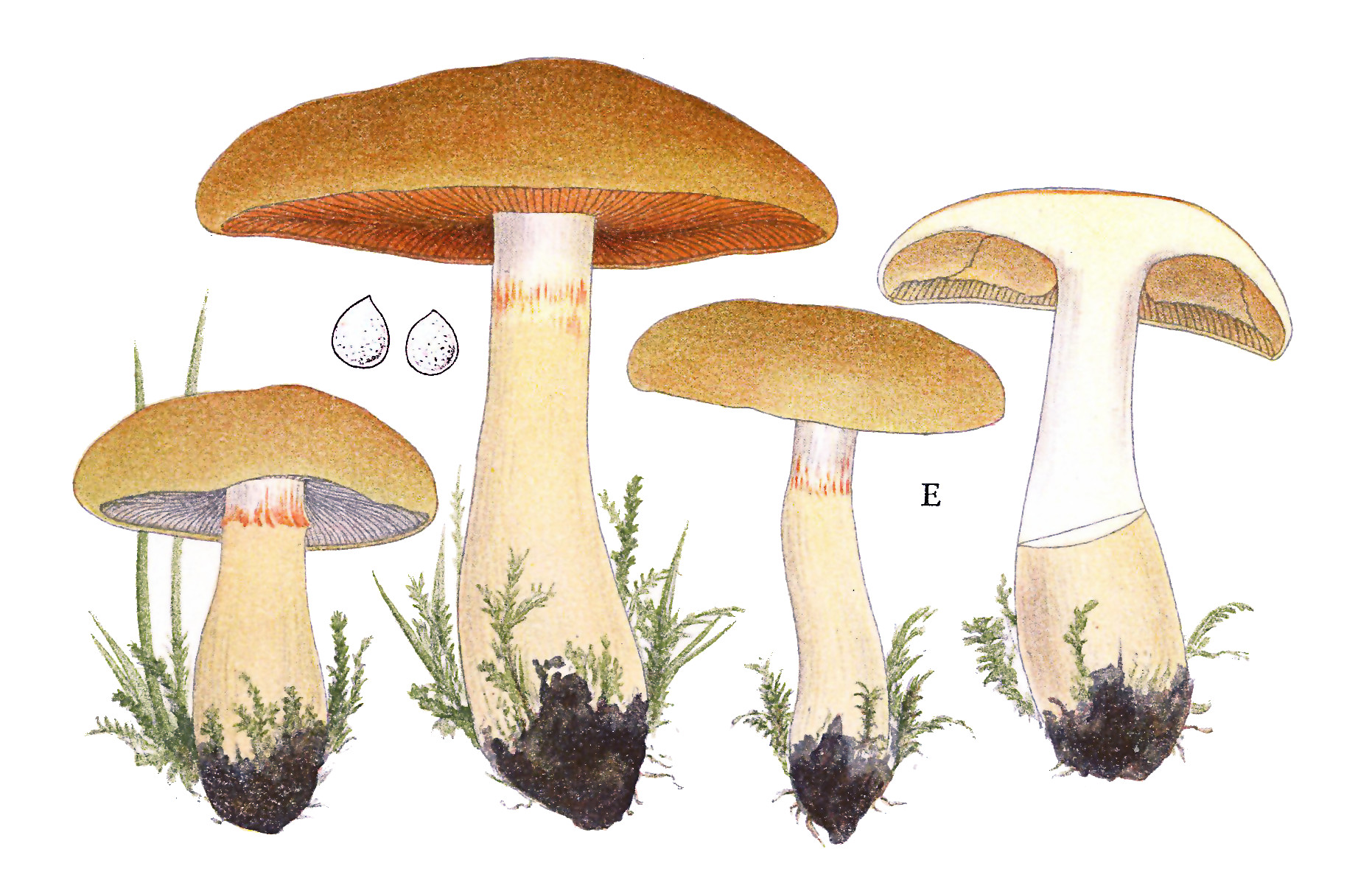

Nem ehető. 